# Pôle Universitaire Bouraoui (métro d'Alger)
Pôle Universitaire Bouraoui est une station de la ligne 1 du métro d'Alger actuellement en travaux et qui doit être mise en service à l'horizon 2026.
La station est située au milieu d'un pôle universitaire autour de la cité universitaire Amar Bouraoui et des champs d'expérimentation de l'école d'agronomie.On trouve au sein du pôle, l'école polytechnique d'architecture et d'urbanisme (EPAU), de l'école nationale supérieur vétérinaire (ENVS), l'école nationale supérieure d'agronomie (ENSA), l'école supérieure des sciences de l'aliment et des industries agroalimentaires (ESSAIA) et l'institut technique des grandes cultures (ITGC).

## Historique
La station fait partie de l'extension B1  de la ligne 1 du métro d'Alger dont les travaux ont débuté en 2015.

Le chantier de la station
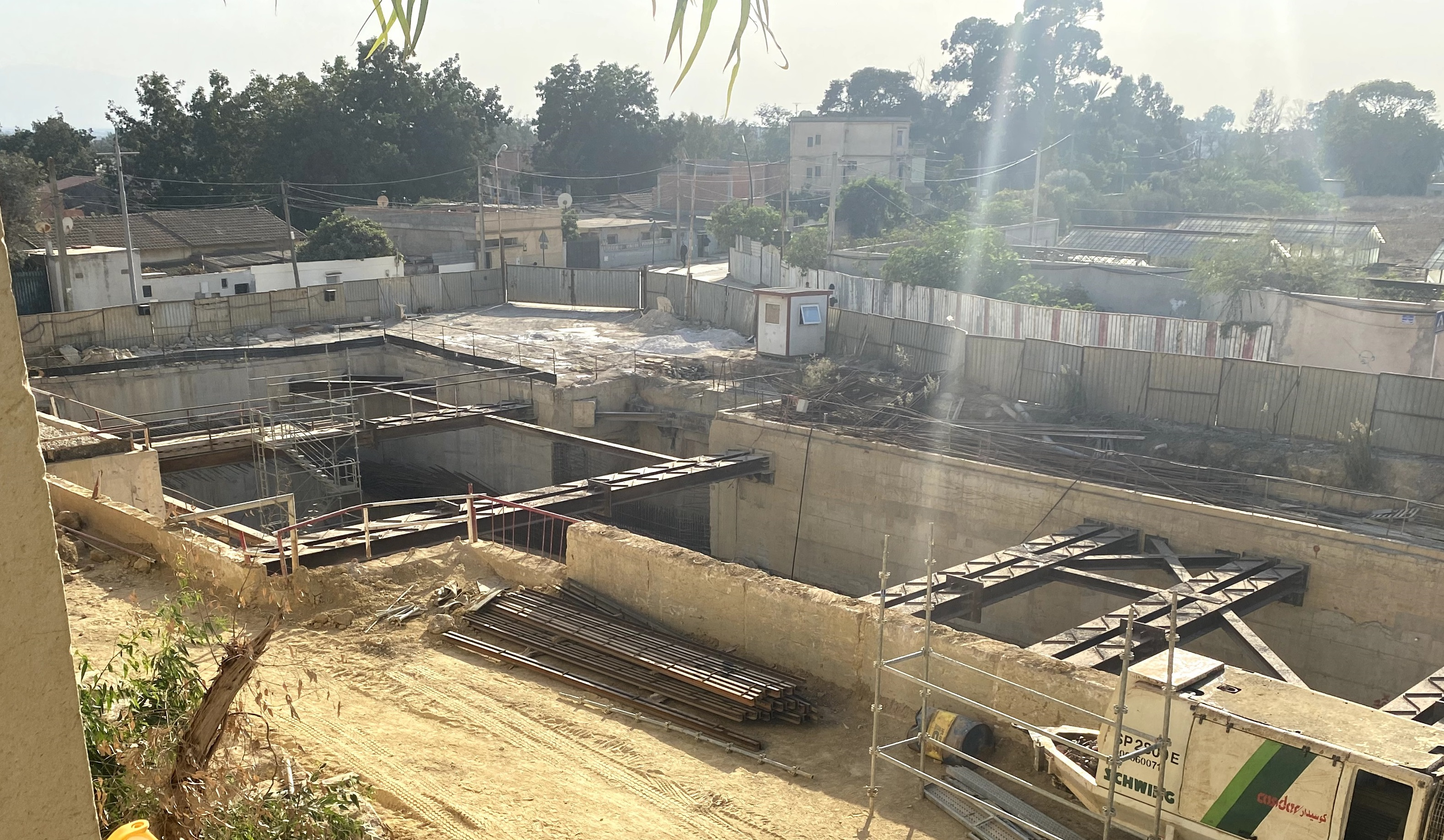
La station vue depuis l'EPAU.
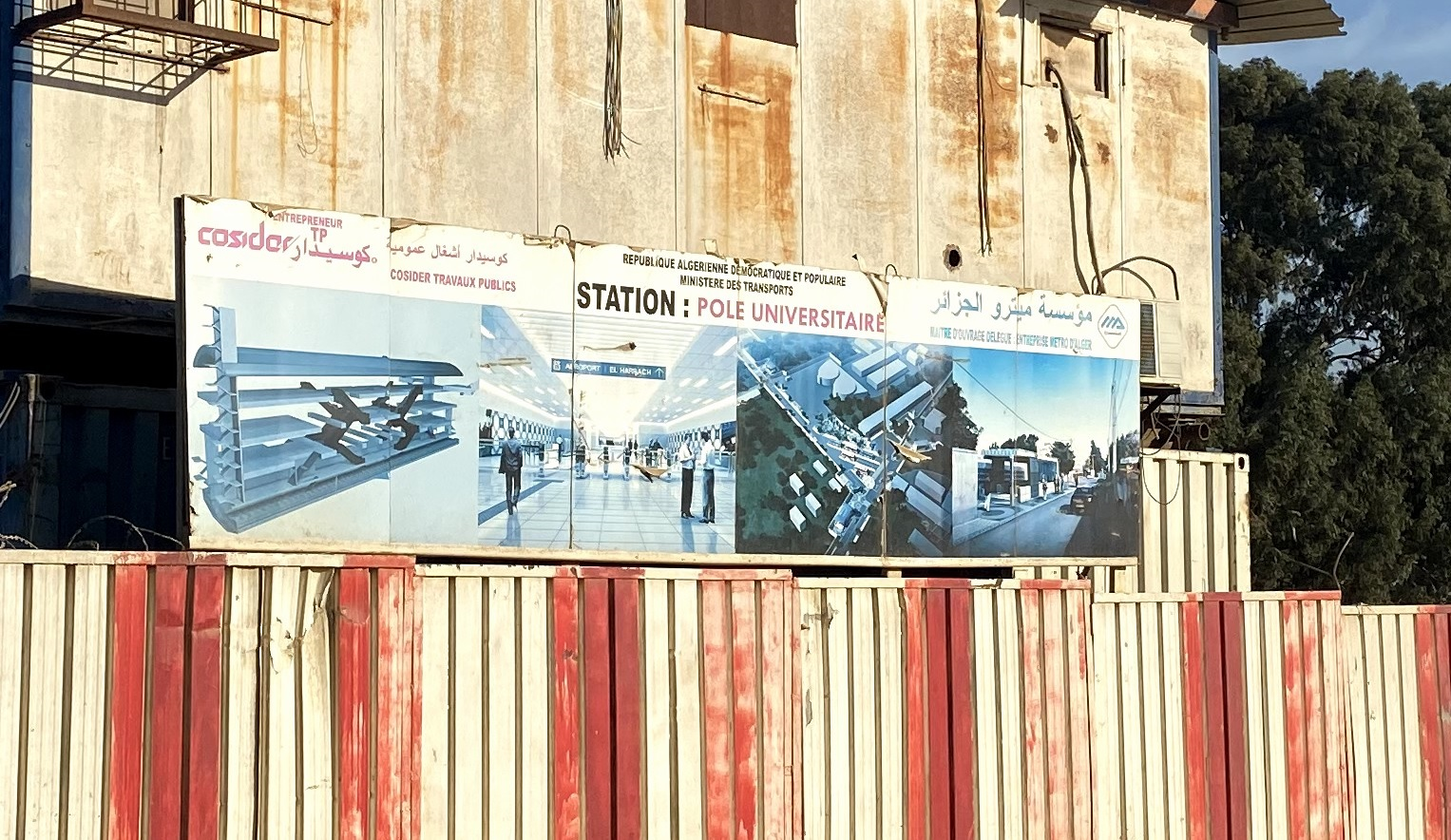
Panneau devant le chantier.

## Projets
Il est prévu qu'elle dispose de trois sorties et sera équipée d'un ascenseur pour personnes à mobilité réduite.

## À proximité
- Cité universitaire Amar Bouraoui
- Ecole Nationale Polytechnique (ENP)
- École nationale supérieur vétérinaire (ENVS)
- École polytechnique d'architecture et d'urbanisme (EPAU)
- École nationale supérieure d'agronomie (ENSA)
- École supérieure des sciences de l'aliment et des industries agroalimentaires (ESSAIA)